# Jonatan Johansson
Jonatan Lillebror Johansson (Estocolmo, 16 de agosto de 1975) é um ex-futebolista e treinador de futebol finlandês nascido na Suécia que atuava como atacante. Atualmente comanda o TPS.

## Carreira em clubes
Após defender Pargas e TPS, Johansson assinou com o Flora Tallinn em 1997, tornando-se o primeiro finlandês a jogar em um clube estoniano. Seu desempenho (9 jogos e 9 gols) fez com que o Rangers pagasse 300 mil libras para contar com o atacante. Após 71 partidas (47 na primeira divisão escocesa, 9 pelas Copas nacionais e 16 em competições europeias) e 25 gols, foi contratado pelo Charlton Athletic em 2000, disputando posição com Shaun Bartlett, Jason Euell e Kevin Lisbie. Somando todas as competições que a equipe disputou, Johansson atuou em 168 partidas e marcou 33 gols.
Passou também por Norwich City, Malmö, Hibernian e St. Johnstone. Após rejeitar propostas do Greenock Morton e de um clube da Alemanha (que não teve o nome citado), voltou ao TPS em 2010 para encerrar sua carreira, aos 35 anos. A aposentadoria, no entanto, só foi oficializada em março de 2011.

## Carreira pela seleção
Nascido em Estocolmo, Johansson optou em defender a Finlândia em nível profissional. Sua estreia pela seleção foi em março de 1996, contra o Kuwait. Em outubro de 2009, disputou sua centésima partida internacional, e sua despedida foi em setembro do ano seguinte. Com 106 jogos, é o segundo jogador que mais vestiu a camisa finlandesa (empatado com Sami Hyypiä), e é o quarto maior artilheiro da história do time (atrás de Teemu Pukki, Jari Litmanen e Mikael Forssell).

## Carreira de treinador
Virou treinador em 2012, comandando o time Sub-20 do Greenock Morton, função que exerceu também no Motherwell. Foi também auxiliar-técnico da Seleção Finlandesa e do Rangers entre 2016 e 2018, voltando ao Greenock neste ano para estrear como técnico principal.
Desde 2020, Johansson comanda o TPS, equipe onde iniciou e encerrou a carreira de jogador.

## Títulos
Rangers
- Scottish Premiership: 1998–99, 1999–00
- Copa da Escócia: 1998–99, 1999–00
- Copa da Liga Escocesa: 1998–99